# Ernst de Strijdbare
Ernst I van Oostenrijk ook bekend als Ernst de Strijdbare (1027 - Bad Langensalza, 10 juni 1075) was van 1055 tot 1075 markgraaf van Oostenrijk. Hij behoorde tot de dynastie Babenberg.

## Levensloop
Hij was de oudste zoon van markgraaf Adalbert van Oostenrijk en Glismod, dochter van graaf Immed IV van Hamaland. 
Als markgraaf van Oostenrijk breidde Ernst de Strijdbare zijn grondgebied uit en veroverde het gebied dat vandaag Neder-Oostenrijk heet. Ook begon hij met de kolonisatie van het gebied Waldviertel.
Hij verwierf zijn bijnaam door zijn oorlogen tegen Béla I en Géza I van Hongarije, waarbij hij zijn bondgenoot koning Salomon van Hongarije steunde. Bij de Investituurstrijd tussen de paus en de Heilig Roomse keizer koos Ernst de zijde van keizer Hendrik IV en vocht in 1075 mee bij de Slag bij Langensalza tegen de Saksen. Bij deze veldslag sneuvelde Ernst de Strijdbare.

## Huwelijken en nakomelingen
Rond het jaar 1050 huwde Ernst met Adelheid van Eilenburg (1030-1071), dochter van graaf Dedi I van Lausitz. Samen kregen ze drie kinderen:
- Leopold II (1050-1095), markgraaf van Oostenrijk
- Justitia (gestorven rond 1120), huwde met graaf Otto II van Wolfratshausen
- Adalbert, graaf van Bogen

In 1072 hertrouwde hij met Swanhilde, dochter van graaf Sighard VII van de Hongaarse Mark. Dit huwelijk bleef echter kinderloos.